# Amaluza-Talsperre
Die Amaluza-Talsperre, auch Talsperre Daniel Palacios oder Paute-Talsperre genannt, versorgt das größte Wasserkraftwerk Ecuadors mit Wasser. Die spanischen Bezeichnungen der Stauanlage sind Embalse Amaluza („Amaluza-Stausee“) und Represa de Paute („Paute-Talsperre“).

## Talsperre
Die Talsperre liegt in der Provinz Azuay 55 km nordöstlich von Cuenca, der Hauptstadt von Azuay. Aufgestaut wird der Río Paute, der über den Río Namangoza und den Río Santiago in den Amazonas fließt. Der Stausee fasst 120 Millionen Kubikmeter. Der Namensgeber Daniel Palacios ist ein Ingenieur, der das Projekt geplant hat.
Das Absperrbauwerk ist eine 170 Meter hohe gekrümmte Gewichtsstaumauer aus Beton in einem engen Tal.
Der Stauraum hat sich durch Sedimente seit Betriebsbeginn auf 90 Mio. m³ reduziert. Dadurch und durch den gestiegenen Wasserbedarf sinkt der Wasserspiegel in der trockenen Jahreszeit stark ab.

## Wasserkraftwerk Paute Molino
Das Wasserkraftwerk Paute Molino (⊙) befindet sich etwa 12 km flussabwärts am linken Flussufer und damit der Provinz Morona Santiago. Es wurde in drei Phasen errichtet. Phase A und B gingen 1983 in Betrieb, die Phase C im Jahr 1991. Das Kraftwerk besitzt 10 Pelton-Turbinen mit einer Gesamtleistung von 1110 Megawatt, wobei es auch die Angaben 1030, 1075 und 1690 MW gibt. Geplant soll ein Ausbau auf 1780 MW sein. Die jährliche Energieerzeugung beträgt durchschnittlich 4872 GWh. Das Kraftwerk liefert 60 % des Strombedarfs des Landes.

## Wasserkraftwerk Paute Sopladora
Das Wasserkraftwerk Paute Sopladora (⊙) befindet sich am rechten Ufer des Río Paute 7,5 km flussabwärts vom Wasserkraftwerk Paute Molino. Das Wasserkraftwerk Paute Sopladora wird direkt mit dem vom Wasserkraftwerk Paute Molino abgeleiteten Wasser versorgt. Das Kraftwerk ist seit Dezember 2016 in Betrieb. Es besitzt 3 Francis-Turbinen mit einer Gesamtleistung von 487 MW. Die durchschnittliche jährliche Energieerzeugung liegt bei 2800 GWh.